# Saraiella ressli
Saraiella ressli är en tvåvingeart som beskrevs av Wagner 1981. Saraiella ressli ingår i släktet Saraiella och familjen fjärilsmyggor. Inga underarter finns listade i Catalogue of Life.